# 第1偵察隊

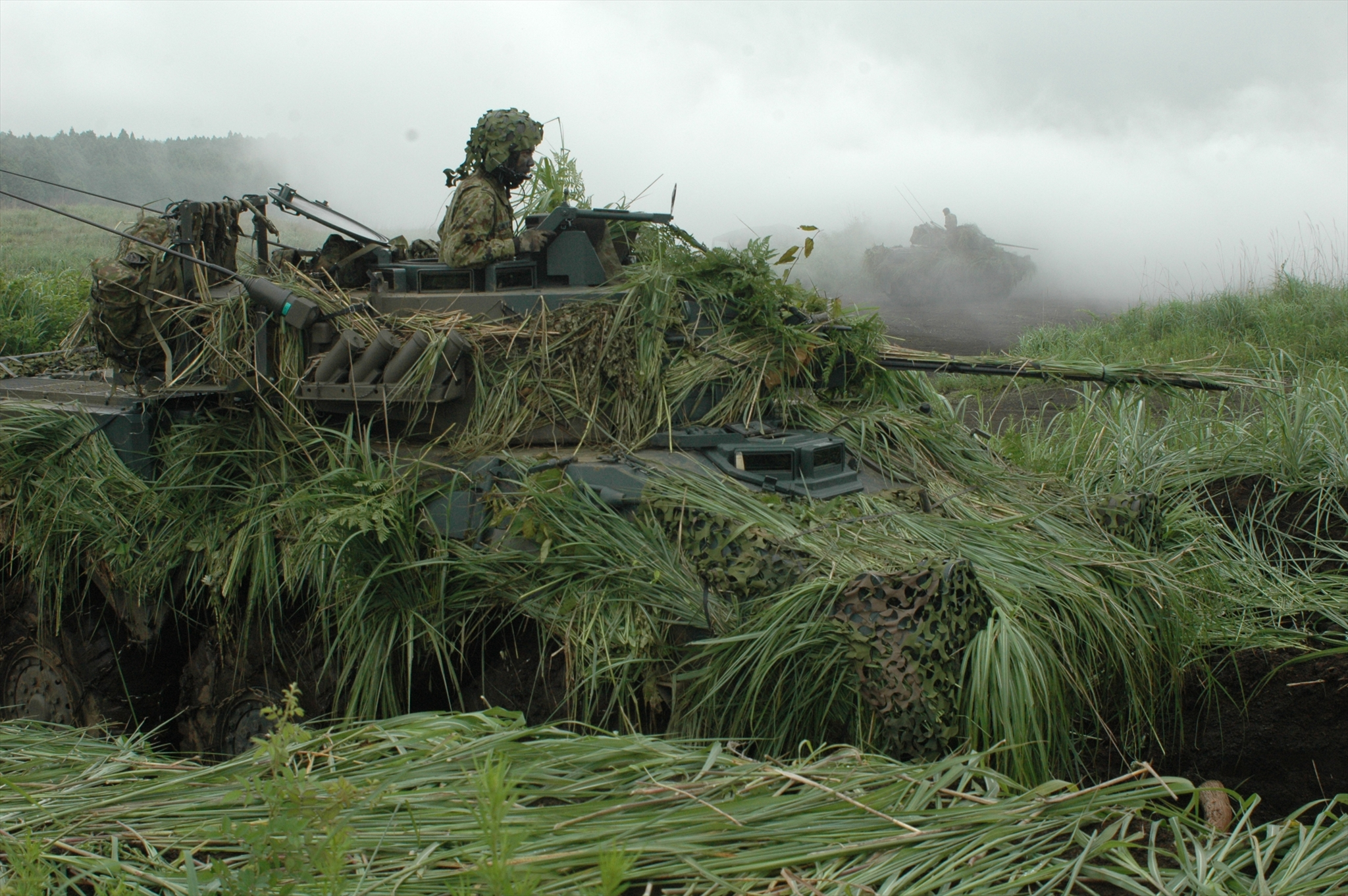
訓練中の第1偵察戦闘大隊偵察中隊の87式偵察警戒車

第1偵察隊（だいいちていさつたい）は、陸上自衛隊練馬駐屯地（東京都練馬区）に駐屯していた第1師団隷下の機甲科（偵察）部隊で2022年（令和4年）3月16日に廃止され第1偵察戦闘大隊に改編された。

## 概要
隊長は、2等陸佐が充てられ第1師団の情報収集専任部隊として第1師団の行動に必要な情報を偵察警戒車、軽装甲機動車や偵察用オートバイなどの車両や各種偵察用器材を使用して情報収集する任務にあたっていた。

## 沿革
第1管区隊偵察中隊
- 1951年（昭和26年）5月1日：第1管区隊偵察中隊として松本駐屯地において編成。
- 1952年（昭和27年）5月26日：第1管区隊偵察中隊が松本駐屯地から新町駐屯地へ移駐。
- 1954年（昭和29年）
  - 8月12日：新町駐屯地から相馬原駐屯地へ移駐。
  - 10月10日：相馬原駐屯地から再び新町駐屯地へ移駐。
- 1959年（昭和34年）3月31日：新町駐屯地から再び相馬原駐屯地へ移駐。

第1偵察隊
- 1962年（昭和37年）
  - 1月18日：第1管区隊の第1師団への改編に伴い、第1偵察隊（相馬原駐屯地）に改称。
  - 2月10日：第1偵察隊が相馬原駐屯地から練馬駐屯地へ移駐。
- 1992年（平成04年）3月27日：電子偵察小隊を新編。
- 2002年（平成14年）3月27日：即応予備自衛官制度の導入により、1個偵察小隊をコア化する。後方支援体制変換に伴い、整備部門を第1後方支援連隊第2整備大隊偵察直接支援小隊へ移管。
- 2010年（平成22年）3月26日：コア部隊を廃止。
- 2011年（平成23年）4月22日：第1師団改編に伴い、1個偵察小隊増設。
- 2022年（令和04年）3月16日：第1偵察隊（練馬駐屯地）が廃止。第1師団の地域配備師団化に伴い、同じく廃止となった第1戦車大隊と統合され、朝霞駐屯地に第1偵察戦闘大隊として再編[1][2][3]。

## 廃止時の部隊編成
- 第1偵察隊本部
- 第1偵察隊本部付隊
- 第1偵察小隊
- 第2偵察小隊
- 電子偵察小隊

## 整備支援部隊
- 第1後方支援連隊第2整備大隊偵察直接支援小隊（練馬駐屯地）：2002年（平成14年）3月27日から2022年（令和04年）3月16日の間。

## 主要装備
- 87式偵察警戒車
- 軽装甲機動車
- 96式装輪装甲車
- 地上レーダー
- 野戦情報探知装置
- 偵察用オートバイ
- 1/2tトラック / 73式小型トラック
- 1 1/2tトラック / 73式中型トラック
- 3 1/2tトラック / 73式大型トラック
- 89式5.56mm小銃

## 警備隊区
- 東京都青梅市、西多摩郡日の出町、西多摩郡檜原村、西多摩郡奥多摩町